# Флаг Нанайского района
Флаг Нана́йского муниципального района Хабаровского края Российской Федерации.
Флаг утверждён 24 мая 2006 года и внесён в Государственный геральдический регистр Российской Федерации с присвоением регистрационного номера 3071 (Протокол № 36д от 10 апреля 2007 года).
Флаг является официальным символом Нанайского муниципального района.

## Описание
«Флаг района представляет собой прямоугольное полотнище цвета лазури, в центре которого золотой (жёлтый) диск солнца с тремя чёрными силуэтами летящих ввысь журавлей.
Отношение ширины флага к его длине 2:3. Отношение диаметра изображения диска солнца к ширине флага 2,5:3».

## Обоснование символики
Флаг отражает исторические, культурные, национальные традиции и особенности района как территории исконного проживания нанайского народа, именем которого назван район.
Солнце и журавли — распространённые и близкие азиатам и дальневосточникам символы. Направление полёта журавлей ввысь символизирует стремление района к процветанию и дальнейшему социально-экономическому развитию.
Жёлтый цвет (золото) — цвет солнца, символ справедливости, великодушия, богатства природных ресурсов Приамурья, а также цвет Азии, цвет кожи нанайского народа;
Синий цвет (лазурь) — символ красоты, мягкости, величия, символизирует цвет неба, а также водные ресурсы района;
Чёрный цвет — символ благоразумия, спокойствия, стабильности, является традиционным цветом в нанайском орнаментальном искусстве.